# Optics Letters
『Optics Letters』（オプティクス・レターズ）は、アメリカ光学会が隔週発行している査読付き科学学術雑誌である。1977年7月に創刊された。編集長はロチェスター大学のXi-Cheng Zhang（中: 张希成）。本誌では光学およびフォトニクスに関連したあらゆる最新研究を収集している。出版形態は4ページ以内と短く制限されており、簡潔で迅速な研究報告の場となっている。
Journal Citation Reportsによれば、本誌のインパクト・ファクターは2011年の時点で3.399。

## 掲載誌
本誌の内容は以下の文献抄録誌に収集されている。
- Science Citation Index Expanded
- Current Contents/Physical, Chemical & Earth Sciences
- Current Contents/Engineering, Computing & Technology
- Computer & Control Abstracts
- Electrical & Electronics Abstracts
- Physics Abstracts - Series A: Science Abstracts
- SPIN bibliographic database
- Chemical Abstracts - CASSI
- Current Physics Index
- Energy Citations Database
- Excerpta Medica
- International Aerospace Abstracts